# Stéphane Baudu
Pour les articles homonymes, voir Baudu.
Stéphane Baudu, né le 1er mai 1965 à Blois, est un homme politique français.
Membre de l'UDF, il rejoint le MoDem dès sa création en 2007 et participe à plusieurs élections notamment nationales aux côtés de Jacqueline Gourault et de Marc Fesneau. En tant que suppléant de ce dernier, il est siège à l'Assemblée nationale de 2017 à 2021.

## Biographie
Né à Blois en 1965, il y a vécu jusqu’en 1993 avant de s’installer à La Chaussée-Saint-Victor, commune de 4 600 habitants en périphérie de Blois où il réside toujours.
Après des études mixtes dans les domaines du commerce et de l’informatique, il intègre en 1989 la structure blésoise Vauvert 2000 (devenue ensuite Val de Loire Monétique) spécialisée dans la conception de systèmes innovants de paiement par carte à mémoire pour les collectivités locales. Chargé d’affaires, il participe à la définition des systèmes mais aussi à leurs commercialisations dans toute la France. Il effectue ponctuellement des missions d’informatisation pour le compte de préfectures marocaines.
Élu conseiller municipal de La Chaussée-Saint-Victor en 1995 sur la liste menée par Jacqueline Gourault, il sera ensuite réélu successivement devenant maire-adjoint à la vie scolaire en 1998, 1er adjoint au maire en 2001, puis enfin maire de 2014 à 2018. Devenu député, il redevient conseiller municipal fin 2018.
Parallèlement à ses mandats municipaux, il devient de 2006 à 2008 vice-président à la Communauté d'agglomération de Blois « Agglopolys » chargé du développement économique. À ce titre, il y préside la Sem (Société d’Économie Mixte) d’aménagement du territoire et fonde la Maison de l’Emploi du Blaisois.
De 2008 à 2018, il sera ensuite premier vice-président d’Agglopolys chargé de l’aménagement du territoire, de l’habitat et du numérique. Il préside en même temps le syndicat portant le Scot (Schéma de cohérence territoriale) du blaisois. Il est aussi administrateur auprès de plusieurs bailleurs sociaux et vice-président du syndicat de déploiement du très haut débit.
En 2015 aux côtés de Marie-Hélène Millet, il est élu conseiller départemental du canton de Blois-est jusqu’en 2018. Il y assume la présidence du groupe Mouvement démocrate (France) au sein du Conseil départemental de Loir-et-Cher
En 2017, il devient le suppléant de Marc Fesneau élu député de la 1re circonscription de Loir-et-Cher. Lorsque Marc Fesneau est nommé ministre chargé des relations avec le parlement, il lui succède à la députation le 17 novembre 2018. Il intègre la commission de la défense nationale ainsi que la délégation aux collectivités territoriales et à la décentralisation.
En 2019, il est nommé co-rapporteur pour avis de la loi « engagement et proximité » concernant les communes et les intercommunalités.
Il démissionne le 27 juillet 2021 de son mandat de député afin de redevenir maire de La Chaussée Saint-Victor et de conserver son mandat de conseiller départemental. Le poste demeure vacant jusqu'aux élections législatives de 2022, le titulaire, Marc Fesneau, restant au gouvernement. Il retrouve son fauteuil de maire, le 6 septembre suivant.